# Guijo de Coria
Guijo de Coria (extremadurai nyelven El Guiju) település Spanyolországban, Cáceres tartományban. Guijo de Coria Coria, Calzadilla, Santibáñez el Alto, Villa del Campo, Pozuelo de Zarzón, Guijo de Galisteo és Morcillo községekkel határos. Lakosainak száma 189 fő (2024).

## Népesség
A település népessége az elmúlt években az alábbi módon változott:
| Lakosok száma | 289  | 259  | 242  | 231  | 263  | 227  | 214  | 197  | 197  | 189  |
|               | 2001 | 2004 | 2006 | 2009 | 2011 | 2014 | 2016 | 2019 | 2021 | 2024 |